# Bataille d'Anbuk-bu
La bataille d’Anbuk-bu eut lieu près du pont de Uiju, dans l'actuelle province du Pyongan du Nord (Corée du Nord), et opposa en 1231 les troupes de Koryŏ (l'État coréen d'alors) à une armée mongole.

## Histoire
Le général mongol Sarta-qorcy, après s’être assuré de la tête de pont de Uiju, force les troupes coréennes à combattre en rase campagne.
Vaincus, les Coréens sont contraints d’envoyer un émissaire, et payent un lourd tribut, mais obtiennent le départ des Mongols pour le début 1232.